# مشک شراب

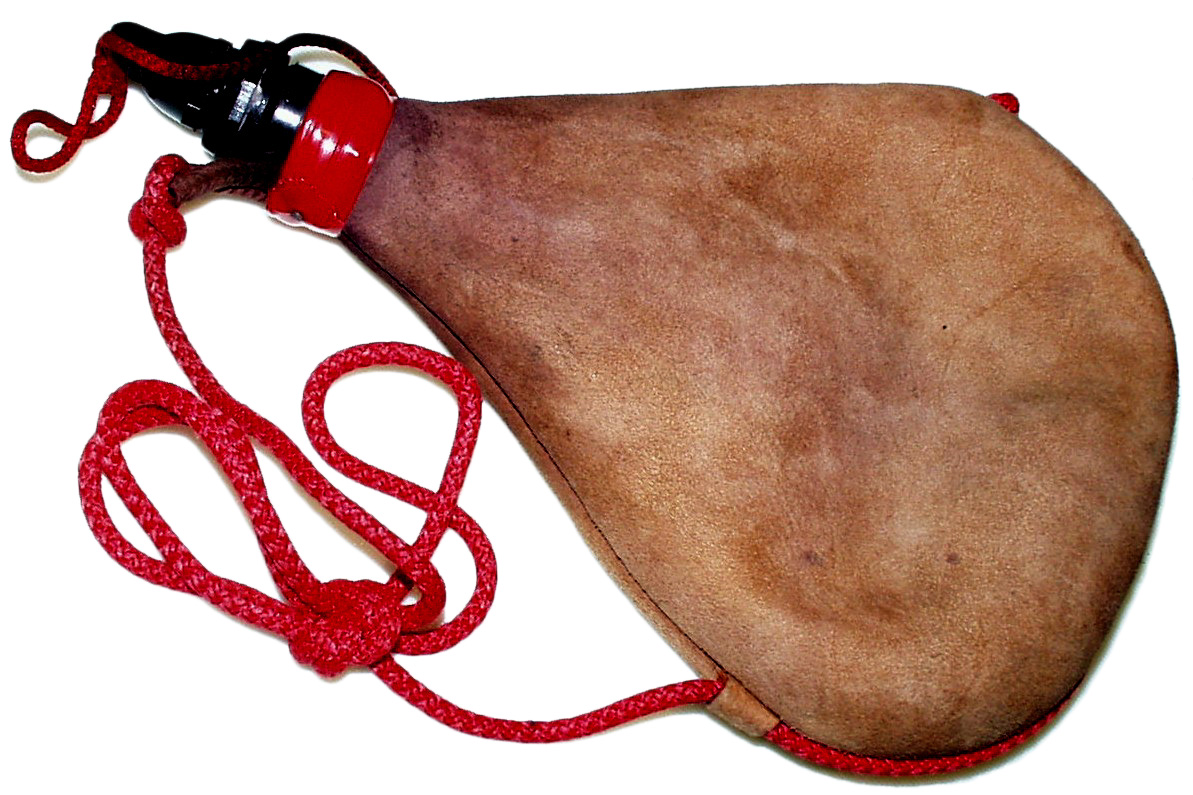
یک مشک شراب اسپانیایی.

مشک شراب یا خیکچه شراب گونه‌ای از مشک و خیک است که در دوران قدیم برای حمل شراب به‌کار می‌رفته‌است. نزدیک‌ترین واژه فارسی خیکچه است که به معنی مشک کوچکی است که سوار جهت برداشتن آب در زیر شکم اسب یا کنار زین آویزان می‌کند. این خیکچه، ظرفی سنتی اسپانیا است که به آن بوتا (bota)گفته می‌شود که برگرفته از واژهٔ لاتین (buttis) به معنی مشک است. این ظرف چرمینه‌ای است کوچک که لبه‌هایش از درون با صمغ به هم چسبیده و از بیرون دوخته شده است و از یک سو به گلویی می‌رسد که می‌تواند از جنس شاخ، چوب یا ماده دیگری باشد، این ظرف به طور خاص برای نگهداری شراب استفاده می‌شود.
مشک شراب را بیشتر از چرم درست می‌کنند و در قدیم برای آب‌بندی آن از صمغ یا شیره درختان استفاده می‌کردند.